# 5945 Roachapproach
5945 Roachapproach (1984 SQ3) là một tiểu hành tinh vành đai chính được phát hiện ngày 28 tháng 9 năm 1984 bởi B. A. Skiff ở trạm Anderson Mesa thuộc đài thiên văn Lowell.